# Moma
Moma (rusky Мома, jakutsky Муома) je řeka v Jakutské republice v Rusku. Je 406 km dlouhá. Povodí má rozlohu 30 200 km².

## Průběh toku
Vzniká soutokem řek Ilin-Jurjach a Kieng, které pramení na hřbetu Ulachan-Čistaj v pohoří Čerského. Teče v široké mezihorské dolině. Koryto na středním a dolním toku se vyznačuje kamenitými peřejemi, tzv. šiverami. Ústí zprava do Indigirky.

## Vodní stav
Zdrojem vody jsou převážně dešťové srážky. V zimě se v údolí řeky vytvářejí gigantická náledí (např. Ulachan-Taryn o rozloze 160 až 180 km²).

## Využití
V povodí řeky se nacházejí naleziště černého uhlí.